# Попутники
«Попутники» — радянський політичний жаргонізм; стосується людини, яка співчуває переконанням організації або партії, іноді навіть співпрацює з ними, однак не має в них формального членства. На ранніх етапах після Жовтневого перевороту 1917 року в радянській пресі слово не мало негативного забарвлення — попутниками називали письменників і художників, які симпатизували більшовикам, однак формально не були членами ВКП (б). Винахід терміна зазвичай приписується Луначарському, а з 1923 його широко застосовував Троцький.
«Попутники» — загін радянських письменників, які співпрацювали з пролетаріатом в роки відновного і на початку реконструктивного періоду. Термін «літературне попутництво» виник як термін літературно-політичний.
Типовими «попутниками» вважалися Борис Пільняк, Михайло Пришвін, Ісаак Бабель, Костянтин Паустовський, Леонід Леонов, Борис Пастернак, «Серапіонові брати», імажиністи, і навіть письменники-комуністи, які не схвалювали прямолінійну політику РАПП.
Українські «попутники» склали основу «розстріляного відродження».